# Cortaillod
Cortaillod is een gemeente en plaats in het Zwitserse kanton Neuchâtel en maakte deel uit van het district Boudry tot op 31 december 2017 de districten van Neuchâtel werden afgeschaft.
Cortaillod telt 4474 inwoners.